# 慕容神威
慕容威（695年—756年），唐朝吐谷浑人，字神威，慕容宣彻之子。祖父慕容忠，曾祖父吐谷渾末代國王诺曷钵。
慕容神威历任左武卫郎将、左领军卫大将军，长乐州（今宁夏回族自治区同心縣）游奕副使。他的妻子是武则天的侄孙女、武延寿的女儿武氏。兒子慕容全、慕容亿、慕容造。